# Otto Roehm
Otto Roehm (né le 2 août 1882 à Hamilton (Ontario) et mort le 29 avril 1958 à Buffalo (New York)) est un lutteur sportif américain.

## Biographie
Otto Roehm obtient une médaille d'or olympique, en 1904 à Saint-Louis en poids légers.